# Lobos Prepa
El Club de Fútbol Lobos Prepa fue un equipo de fútbol mexicano de la ciudad de Puebla de Zaragoza, en el estado de Puebla. El club representaba a la Universidad Autónoma de Puebla en la Segunda División de México y era el equipo filial de los Lobos de la BUAP. Desapareció en 2017 tras el ascenso de Lobos BUAP a la Primera División, fundando al Lobos BUAP Premier con base en Lobos Prepa.

## Estadísticas
| Temporada     | División      | Posición                              |
| ------------- | ------------- | ------------------------------------- |
| Apertura 2012 | 4.Segunda LNT |                                       |
| Clausura 2013 | 4.Segunda LNT |                                       |
| Apertura 2013 | 4.Segunda LNT | 13o. G1                               |
| Clausura 2014 | 4.Segunda LNT | 8o. G1                                |
| Apertura 2014 | 4.Segunda LNT |                                       |
| Clausura 2015 | 4.Segunda LNT | 3o. G1                                |
| Apertura 2015 | 4.Segunda LNT | 5o. G2                                |
| Clausura 2016 | 4.Segunda LNT | 5o. G2                                |
| Apertura 2016 | 4.Segunda LNT | 1o.GIII 7o.General (Final)            |
| Clausura 2017 | 4.Segunda LNT | 3o.GIII 8o.General (Cuartos de final) |